# Yu Wenxia
Yu Wenxia (于文霞S; Shangzhi, 6 agosto 1989) è una modella e attrice cinese vincitrice del titolo di Miss Mondo 2012 presso Ordos nella Mongolia interna.
È la seconda volta che la Cina ottiene il titolo. In precedenza Zhang Zilin aveva vinto il titolo di Miss Mondo 2007.

## Biografia
Al momento dell'incoronazione, Yu Wenxia era una studentessa di musica che aveva progetti di diventare un'insegnante.
Il 30 giugno 2012, Yu Wenxia è stata incoronata Miss Cina 2012, presso il Jinhai Lake Resort di Pechino, ottenendo quindi il diritto di rappresentare la propria nazione al concorso internazionale Miss Mondo.
Il 18 agosto 2012 la modella vince il titolo di Miss Mondo 2012, alla fine dell'evento svolto presso il centro sportivo Dongsheng di Ordos nella Mongolia interna. Durante l'evento preliminare Miss World Beach beauty si era classificata alla quinta posizione, mentre era giunta terza per il titolo speciale di Miss World Top Model. Ha inoltre vinto il titolo di Miss World Talent Performance.

## Filmografia
- The Transporter Legacy (The Transporter Refueled), regia di Camille Delamarre (2015)